# 115885 Ganz
115885 Ganz è un asteroide della fascia principale. Scoperto nel 2003, presenta un'orbita caratterizzata da un semiasse maggiore pari a 2,3485819 UA e da un'eccentricità di 0,1239126, inclinata di 7,52368° rispetto all'eclittica.